# Christian Zillekens
Christian Zillekens (Neuss, 29 de dezembro de 1995) é um pentatleta alemão. 

## Carreira
Zillekens representou seu país nos Jogos Olímpicos de Verão de 2016, terminando na 21ª colocação.